# Фуэнтес, Агустин
Агустин Фуэнтес (англ. Agustín Fuentes, род. 30 июля 1966, Санта-Барбара, Калифорния, Санта-Барбара, Калифорния) — американский приматолог и биологический антрополог, профессор Департамента антропологии Принстонского университета и бывший руководитель Департамента антропологии Университета Нотр-Дам. Член Американской ассоциации содействия развитию науки и Американской академии искусств и наук. Главный редактор «Международной энциклопедии по приматологии».

## Биография
Агустин Фуэнтес родился в Санта-Барбаре, Калифорния. Первоначальное образование по специальности «Антропология и зоология» получил в Калифорнийском университете в Беркли, который окончил в 1989 году с дипломом бакалавра искусств. В дальнейшем он продолжил обучение в данном университете, получив образование магистра искусств в 1991 году и доктора философии (PhD) по антропологии в 1994 году. Закончив обучение, в 1995 году Агустин устроился лектором в Департамент антропологии всё того же Калифорнийского университета, однако проработал на этой должности лишь год, в 1996 году перейдя в Департамент антропологии Университета Сентрал Вашингтон, где продолжал работу 
сначала адъюнкт-профессором, а затем доцентом вплоть до 2002 года.
В 2002 году Агустин покинул Сентрал Вашингтон и направился в Университет Нотр-Дам, где работал сначала в звании доцента, а с 2008 по 2020 год — профессора отделения антропологии. С 2008 по 2011 год — директор Института стипендий в области гуманитарных наук данного университета, а с 2013 по 2020 год — директор отделения антропологии. В 2020 году он покинул Нотр-Дам, после чего начал работу на отделении антропологии Принстонского университета на должности профессора.
Член Международного приматологического общества (с 1994 года), «Сигма Кси» (с 1999 года), Американской ассоциации содействия развитию науки (с 2013 года) и Американской академии искусств и наук (с 2020 года), лауреат премии имени Уильяма Дина Хоуэлса (2016), а также обладатель ряда других наград и почётных званий.